# Saint-Marcel, Meurthe-et-Moselle
Saint-Marcel är en kommun i departementet Meurthe-et-Moselle i regionen Grand Est (tidigare regionen Lorraine) i nordöstra Frankrike. Kommunen ligger i kantonen Conflans-en-Jarnisy som tillhör arrondissementet Briey. År 2022 hade Saint-Marcel 150 invånare.

## Befolkningsutveckling
Antalet invånare i kommunen Saint-Marcel
| Referens: INSEE |